# 110-graphe de Iofinova-Ivanov
Le 110-graphe de Iofinova-Ivanov est, en théorie des graphes, un graphe 3-régulier possédant 110 sommets et 165 arêtes.

## Propriétés
Iofinova et Ivanov ont montré en 1985 qu'il existe exactement cinq graphes semi-symétriques cubiques bipartis (bipartite cubic semisymmetric graphs) dont le groupe d'automorphisme préserve les partitions et agit primitivement sur chaque partition. Le plus petit graphe possède 110 sommets, les autres ont 126, 182, 506 et 990 sommets.

### Propriétés générales
Le diamètre du 110-graphe de Iofinova-Ivanov, l'excentricité maximale de ses sommets, est 7, son rayon, l'excentricité minimale de ses sommets, est 7 et sa maille, la longueur de son plus court cycle, est 10. Il s'agit d'un graphe 3-sommet-connexe et d'un graphe 3-arête-connexe, c'est-à-dire qu'il est connexe et que pour le rendre déconnecté il faut le priver au minimum de 3 sommets ou de 3 arêtes.

### Coloration
Le nombre chromatique du 110-graphe de Iofinova-Ivanov est 2. C'est-à-dire qu'il est possible de le colorer avec 2 couleurs de telle façon que deux sommets reliés par une arête soient toujours de couleurs différentes. Ce nombre est minimal.
L'indice chromatique du 110-graphe de Iofinova-Ivanov est 3. Il existe donc une 3-coloration des arêtes du graphe telles que deux arêtes incidentes à un même sommet soient toujours de couleurs différentes. Ce nombre est minimal.

### Propriétés algébriques
Le polynôme caractéristique  de la matrice d'adjacence du 110-graphe de Iofinova-Ivanov est : {\displaystyle (x-3)x^{20}(x+3)(x^{4}-8x^{2}+11)^{12}(x^{4}-6x^{2}+6)^{10}}.